# Feitor (Brasil)
O cargo de feitor foi criado durante a primeira expedição exploradora, organizada em 1501 por iniciativa da Coroa lusa, comandada por Gaspar de Lemos, que havia retornado a Portugal com a notícia do achamento das novas terras. Os feitores eram nomeados pela coroa portuguesa e trabalhavam em defesa dos interesses da metrópole. Sua função consistia no controle do comércio nas feitorias e de uma inicial ocupação litorânea. O cargo foi gradativamente extinto quase 50 anos depois com o surgimento do ofício de provedor-mor para atender à demanda de crescimento da
colônia. As feitorias eram postos comerciais instalados no litoral do Brasil colonial cujo papel era de manter o monopólio na exploração.

## Contexto histórico
O Reino de Portugal foi um dos países pioneiros no processo de expansão marítima europeia, voltado para a conquista de novas rotas comerciais a partir da criação de entrepostos fortificados, chamados de feitorias, nos locais onde queriam estabelecer território. O ponto de partida das conquistas portuguesas foi a tomada de Ceuta em 1415.
Feitorias como o Castelo de São Jorge da Mina, construído no Golfo da Guiné em 1482, na Costa do Ouro, foram importantes para o comércio atlântico de escravos.
A notícia da chegada de navios portugueses nas novas terras, que viriam a ser o
Brasil, não provocou o mesmo entusiasmo em relação à chegada de Vasco da Gama nas
Índias. O Brasil, nesse período, era visto como uma região cuja possibilidade de exploração e contornos geográficos eram desconhecidos, sendo, por alguns anos, considerada uma grande ilha.
Já utilizadas nas costas africanas (em Cabo Verde,São Tomé e Príncipe,Guiné-Bissau, Angola e Moçambique) feitorias aliavam o objetivo de exploração mercantil –
através da extração e do comércio de pau-brasil – com o de resguardo do território da concorrência estrangeira por meio de proteção militar. Em 1501-1502, uma expedição, conduzida por Gaspar de Lemos, percorreu a costa com o intuito de instaurar as tais feitorias. Ela foi enviada às chamadas Ilha de Vera Cruz e nomeou os pontos do litoral desde o Cabo de Santo Agostinho até São Vicente. As feitorias foram sendo progressivamente implantadas com as primeiras expedições realizadas no litoral brasileiro. Em 1503, comandada por Gonçalo Coelho e com participação de Américo Vespúcio, outra expedição percorreu o litoral e montou duas feitoria em Cabo Frio e Guanabara, onde deixou 24 homens.
“A simplicidade do seu sistema administrativo tirou-lhe o caráter de uma efetiva colonização, pois se reduzia aos funcionários militares e ao feitor”.

## O Cargo
Competia ao feitor - nomeado diretamente pelo monarca português - a proteção dos privilégios da coroa estabelecidos pelo regime de monopólio real sobre o pau-brasil.
De acordo com o primeiro ato conhecido que regulou as atividades dos oficiais da
Fazenda na costa brasileira, a atribuição do feitor compreendia fiscalizar o carregamento dos navios, concedendo licenças para partirem, ficando proibido de tratar com os gentios na presença de outras pessoas que fossem de fora dos reinos e senhorios. Esse documento – Foral de Duarte Coelho, 24 de setembro de 1534 – também afirmava que o feitor (ou o almoxarife) ficaria encarregado da apropriação das terras pertencentes a herdeiros que ocupassem cargos de governança de capitania sem as terem passado a outros no prazo de um ano. Ou seja, o feitor se apropriaria da capitania que estivesse em situação irregular, devendo ainda realizar o assentamento no livro dos próprios reais, sob pena de perder seu ofício e pagar de sua própria fazenda o valor da dita terra. Portanto, consistia em uma administração de uma modalidade de comércio e de uma manutenção de certa base de ocupação no litoral.
Durante o período da primeira fase de colonização não existia uma estrutura administrativa fazendária. Nesse caso, juntamente com o feitor também existia um funcionário régio em cada capitania, o almoxarife, que acumulava as funções de arrecadar as rendas reais e administrar as feitorias.
No Brasil, o feitor foi perdendo importância gradativamente a partir de 17 de dezembro de 1548, com a criação do cargo de provedor-mor, à medida que a ideia de conquista comercial é suplantada pelo processo de colonização, que exigia instituições mais complexas para atender aos colonos.